# Unione Sportiva Juventus Domo 1989-1990
Questa voce raccoglie le informazioni riguardanti l'Unione Sportiva Juventus Domo nelle competizioni ufficiali della stagione 1989-1990.

## Rosa
| N. |                   | Ruolo | Calciatore            |
| -- | ----------------- | ----- | --------------------- |
|    | Italia (bandiera) | D     | Stefano Adda          |
|    | Italia (bandiera) | C     | Mirco Balacich        |
|    | Italia (bandiera) | D     | Gianluca Berlinghieri |
|    | Italia (bandiera) | C     | Andrea Biolzi         |
|    | Italia (bandiera) |       | Brancaleoni           |
|    | Italia (bandiera) |       | Cacciola              |
|    | Italia (bandiera) | D     | Gilberto Cenni        |
|    | Italia (bandiera) | P     | Luigi Cicalese        |
|    | Italia (bandiera) | P     | Giuseppe Colombo      |
|    | Italia (bandiera) |       | Di Napoli             |
|    | Italia (bandiera) | A     | Damiano Farina        |
|    | Italia (bandiera) | C     | Valerio Galeazzi      |

| N. |                   | Ruolo | Calciatore          |
| -- | ----------------- | ----- | ------------------- |
|    | Italia (bandiera) | C     | Italo Groppi        |
|    | Italia (bandiera) | P     | Alessandro Maggiani |
|    | Italia (bandiera) | C     | Elio Marabotto      |
|    | Italia (bandiera) | D     | Moreno Mozzone      |
|    | Italia (bandiera) | C     | Elio Pecoraro       |
|    | Italia (bandiera) | A     | Filippo Piccolotti  |
|    | Italia (bandiera) | D     | Giancarlo Plorutti  |
|    | Italia (bandiera) | D     | Marco Ricci         |
|    | Italia (bandiera) | C     | Maurizio Ronco      |
|    | Italia (bandiera) | A     | Paolo Rossi         |
|    | Italia (bandiera) | A     | Fabio Scienza       |
|    | Italia (bandiera) | D     | Ivan Sottini        |